# Artículo 183 (Alemania)

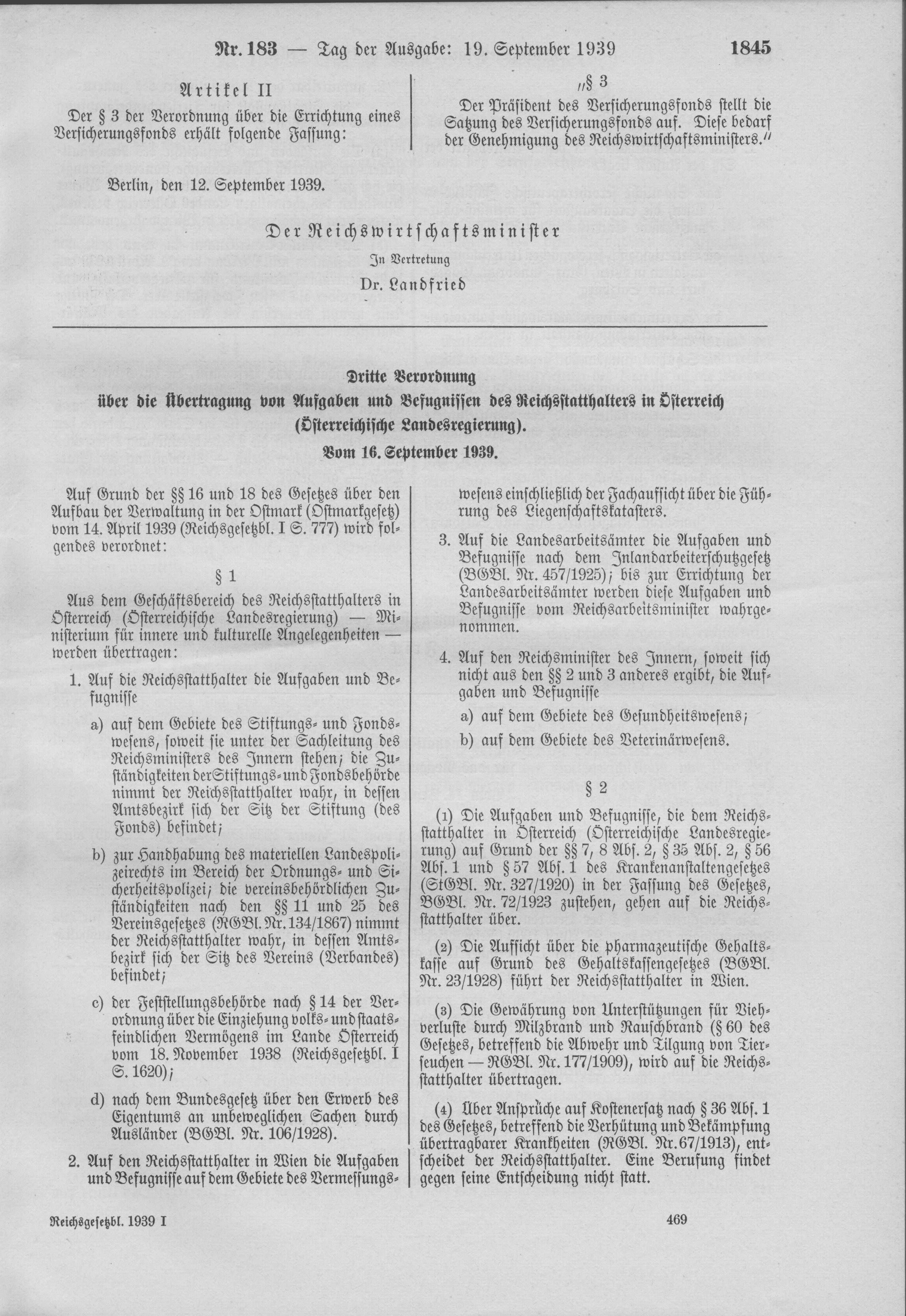
Publicación de la Sección 183 de la Ley Imperial Nazi de 1939

El Artículo 183 (conocido formalmente como "§183 StGB"; también conocido como Sección 183 en inglés) es una ley de indecencia pública del Código Penal alemán que prohíbe la "autodeterminación sexual" y el exhibicionismo público. Desde su introducción en 1871, y especialmente durante el crecimiento del nazismo, y hasta mediados del siglo XX, la ley se utilizó para imponer sanciones (entre ellas el encarcelamiento y, en ocasiones, la pérdida de derechos civiles) por travestismo y actos homosexuales. A partir de 2021, el alcance de la ley se limita al exhibicionismo público.

## Panorama histórico
El artículo 183 se adoptó por primera vez en 1871. En el momento de su promulgación establecía penas de prisión de hasta dos años para «quienquiera que cause molestias públicas mediante un acto lascivo». En las primeras versiones de la ley, otra de las consecuencias de infringir la ley era la pérdida de derechos civiles.
El estatuto se inspiró en medidas previas, como las adoptadas por el Sacro Imperio Romano Germánico y los estados prusianos. Los nazis ampliaron la aplicación de la ley en la década de 1930 como parte de la persecución más severa de los hombres homosexuales de la historia.
Los historiadores Laurie Marhoefer de la Universidad de Washington y W. Jake Newsome han argumentado que las personas transgénero fueron blanco de la persecución nazi a través de la aplicación de esta ley, citando ejemplos de acusaciones contra el travestismo.
Según Marheofer, un ejemplo notable de aplicación del artículo 183 durante la década de 1940 involucró a una persona que se identificaba como travesti, que posteriormente fue asesinada en el campo de concentración de Buchenwald tras una serie de condenas en virtud de los artículos 183 y 175.

### Aplicación y revisiones

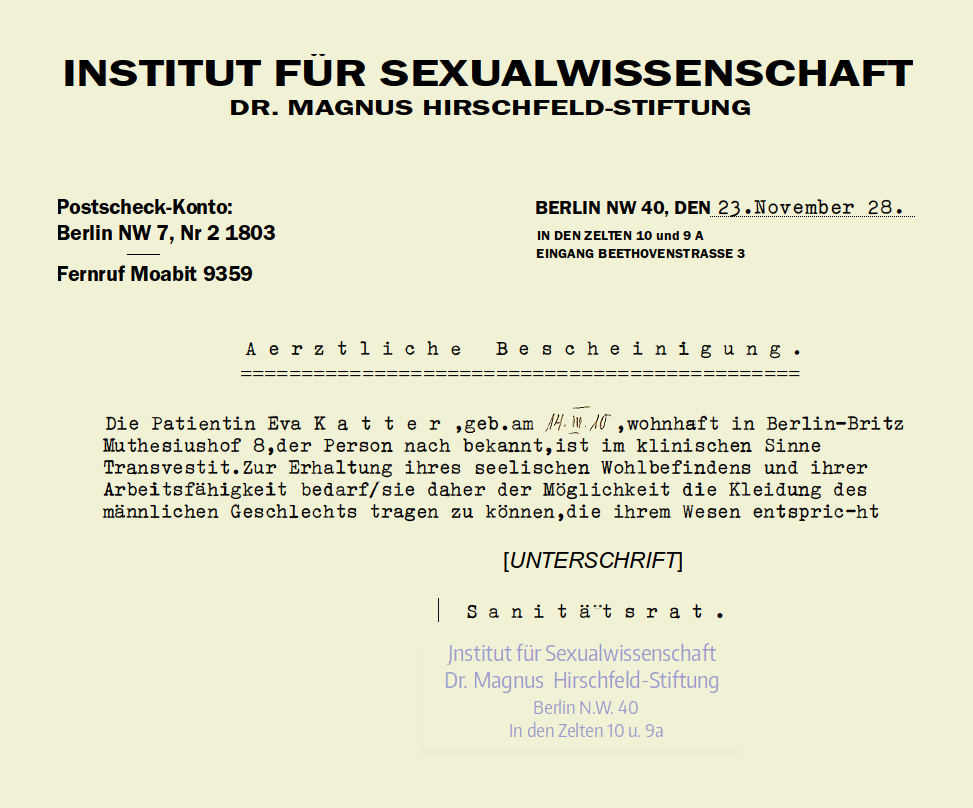
Certificado de travesti expedido en 1928 para evitar arresto según el artículo 183.

Históricamente, la aplicación del artículo 183 ha variado según la localidad. En Berlín, una localidad más tolerante y progresista, entre 1919 y 1933, el Instituto de Ciencias Sexuales de Magnus Hirschfeld emitió certificados de travestismo en colaboración con el Departamento de Policía de Berlín. Estos certificados servían como medio de identificación para proteger a las personas trans de su detención y procesamiento en virtud del artículo 183.
Las disposiciones del artículo 183 han permanecido vigentes desde su aprobación en 1871, pero se han modificado varias veces para cambiar la naturaleza de la ley y su alcance (1876, 1939, 1969, 1973, 1998, 2008, 2015, 2021), y ahora hace referencia únicamente al exhibicionismo público. La versión más reciente del artículo 183 (aprobada en 2021) estipula que «El hombre [o la mujer] que acose a otra persona mediante un acto exhibicionista será castigado con pena de prisión no mayor de un año o con multa».

## Lectura adicional
- Huneke, Samuel Clowes (2022). States of Liberation: Gay Men between Dictatorship and Democracy in Cold War Germany (en inglés). University of Toronto Press. ISBN 978-1-4875-4213-9.
- Jellonnek, Burkhard (1990). Homosexuelle unter dem Hakenkreuz : die Verfolgung von Homosexuellen im Dritten Reich [Homosexuals under the Swastika: the Pursuit of Homosexuals in the Third Reich] (en alemán). Paderborn. ISBN 3-506-77482-4. OCLC 24286084.
- Newsome, W. Jake (2022). Pink triangle legacies coming out in the shadow of the Holocaust. Ithaca, New York. ISBN 978-1-5017-6549-0. OCLC 1309074625.